# Alexander McDonnell
Alexander McDonnell (* 22. Mai 1798 in Belfast; † 14. September 1835 in London) zählte Anfang des 19. Jahrhunderts neben Louis-Charles Mahé de La Bourdonnais zu den stärksten Schachspielern der Welt.

## Leben
McDonnell stammte aus Irland, spielte aber im noblen Westminster Chess Club in London, wo er auch als ausgezeichneter Blindschach-Spieler glänzte. Sein mutiges Angriffspiel war ebenso gefürchtet wie seine langsame Spielweise. Schachuhren existierten noch nicht, und Partien mit ihm dauerten oft bis zu sechzehn Stunden.
Im Jahre 1823 reiste er nach Paris, um sich dort mit La Bourdonnais zu messen. Er verlor die meisten Partien. Ein offizieller Wettkampf zwischen beiden fand im Jahr 1834 in London statt. Er war das erste bedeutende Match der modernen Schachgeschichte. McDonnell konnte zwar 30 Partien gewinnen, verlor aber 44 und spielte 14 unentschieden.
Bevor es zum Rückkampf kam, starb McDonnell am 14. September 1835 an einem Nierenleiden. Er wurde, wie auch sein Widersacher La Bourdonnais, auf dem Kensal Green Cemetery beigesetzt.
Die Stellung nach 1. e2–e4 e7–e5 2. f2–f4 e5xf4 3. Sg1–f3 g7–g5 4. Lf1–c4 g5–g4 5. Sb1–c3 g4xf3 6. Dd1xf3 wird das McDonnell-Gambit genannt.

## Bekannte Partien
- McDonnell – Labourdonnais, London 1834